# Neolasioptera caulicola
Neolasioptera caulicola är en tvåvingeart som först beskrevs av Ephraim Porter Felt 1907.  Neolasioptera caulicola ingår i släktet Neolasioptera och familjen gallmyggor.
Artens utbredningsområde är New York. Inga underarter finns listade i Catalogue of Life.